# پرمیر اویل
پرمیر اویل (انگلیسی: Premier Oil) شرکت نفت بریتانیایی است، که در سال ۱۹۳۴ تأسیس شد.